# Love You Till Tuesday
Love You Till Tuesday är ett soundtrack av David Bowie till videon med samma namn. Gavs ut 1984.

## Låtlista
1. Love You till Tuesday - Bowie
2. The London Boys - Bowie
3. Ching-a-Ling Song - Bowie
4. The Laughing Gnome - Bowie
5. Liza Jane - Conn
6. When I'm Five - Bowie
7. Space Oddity - Bowie
8. Sell Me a Coat - Bowie
9. Rubber Band - Bowie
10. Let Me Sleep Beside You - Bowie
11. When I Live My Dream - Bowie